# Metal Dungeon
Metal Dungeon (メタルダンジョン) est un jeu vidéo de rôle développé par Panther Software et édité par Xicat Interactive, sorti en 2002 sur Xbox.

## Accueil
- Jeuxvideo.com : 6/20[1]